# Gare de L'Isle-Jourdain (Gers)
Pour l’article homonyme, voir Gare de L'Isle-Jourdain (Vienne).
La gare de L'Isle-Jourdain est une gare ferroviaire française de la ligne de Saint-Agne à Auch, située sur le territoire de la commune de L'Isle-Jourdain, dans le département du Gers, en région Occitanie.
C'est une gare de la Société nationale des chemins de fer français (SNCF), desservie par des trains TER Occitanie.

## Situation ferroviaire
Établie à 150 mètres d'altitude, la gare de L'Isle-Jourdain (Gers) est située au point kilométrique (PK) 41,104 de la ligne de Saint-Agne à Auch, entre les gares ouvertes de Mérenvielle et de Gimont-Cahuzac.

## Histoire
La gare de L'Isle-Jourdain a été mise en service le 22 octobre 1877, en même temps que la ligne de Saint-Agne à Auch.

## Fréquentation
En 2017, selon les estimations de la SNCF, la fréquentation annuelle de la gare est de 278 963 voyageurs. Ce qui en fait la gare la plus fréquentée du département du Gers.
De 2015 à 2021, selon les estimations de la SNCF, la fréquentation annuelle de la gare s'élève aux nombres indiqués dans le tableau ci-dessous :
| Année                      | 2015    | 2016    | 2017    | 2018    | 2019    | 2020    | 2021    | 2022    | 2023    |
| -------------------------- | ------- | ------- | ------- | ------- | ------- | ------- | ------- | ------- | ------- |
| Voyageurs seuls            | 262 224 | 262 224 | 278 963 | 229 200 | 265 668 | 206 838 | 239 853 | 295 866 | 342 134 |
| Voyageurs et non voyageurs | 327 705 | 327 780 | 348 704 | 286 500 | 332 085 | 258 547 | 299 817 | 369 833 | 427 667 |

## Service des voyageurs

### Accueil
Gare SNCF, elle dispose d'un bâtiment voyageurs, avec guichet, ouvert tous les jours. Elle est équipée d'automates pour l'achat de titres de transport TER. C'est une gare « Accès Plus » avec des aménagements, équipements et services pour les personnes à la mobilité réduite.

### Desserte
L'Isle-Jourdain est desservie par des trains TER Occitanie qui effectuent des missions entre les gares de Toulouse-Matabiau et de Auch ou L'Isle-Jourdain, à raison de 19 allers et 17 retours par jour en semaine, cadencés à la demi-heure aux heures de pointe. Le temps de trajet est d'environ 50 minutes depuis Toulouse-Matabiau, 30 minutes depuis Saint-Cyprien Arènes, et de 40 minutes depuis Auch.

### Intermodalité
Un parc pour les vélos et un parking pour les véhicules y sont aménagés. Les lignes 935 et 954 du réseau liO desservent la gare.

## Galerie

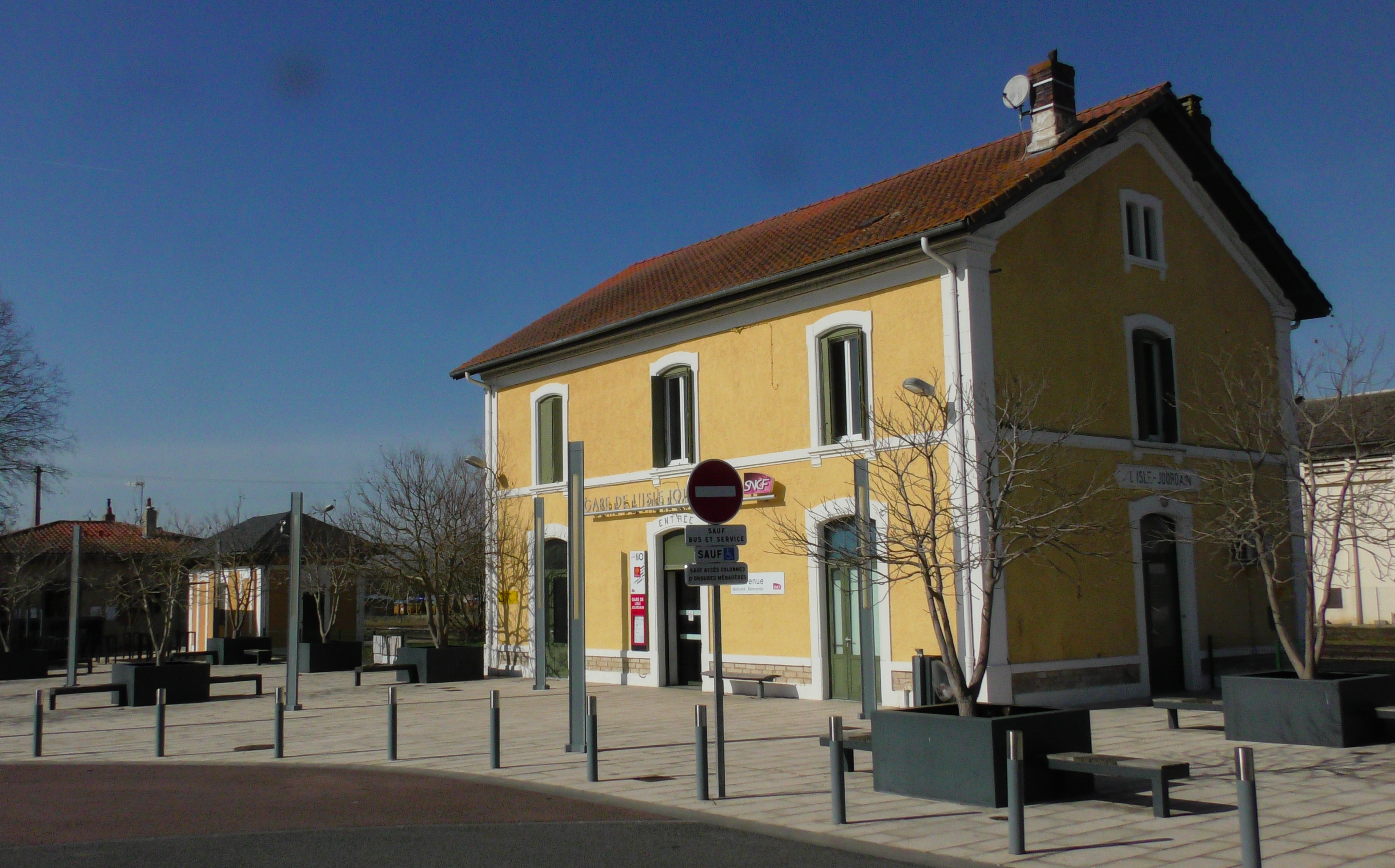
Le parvis de la gare.
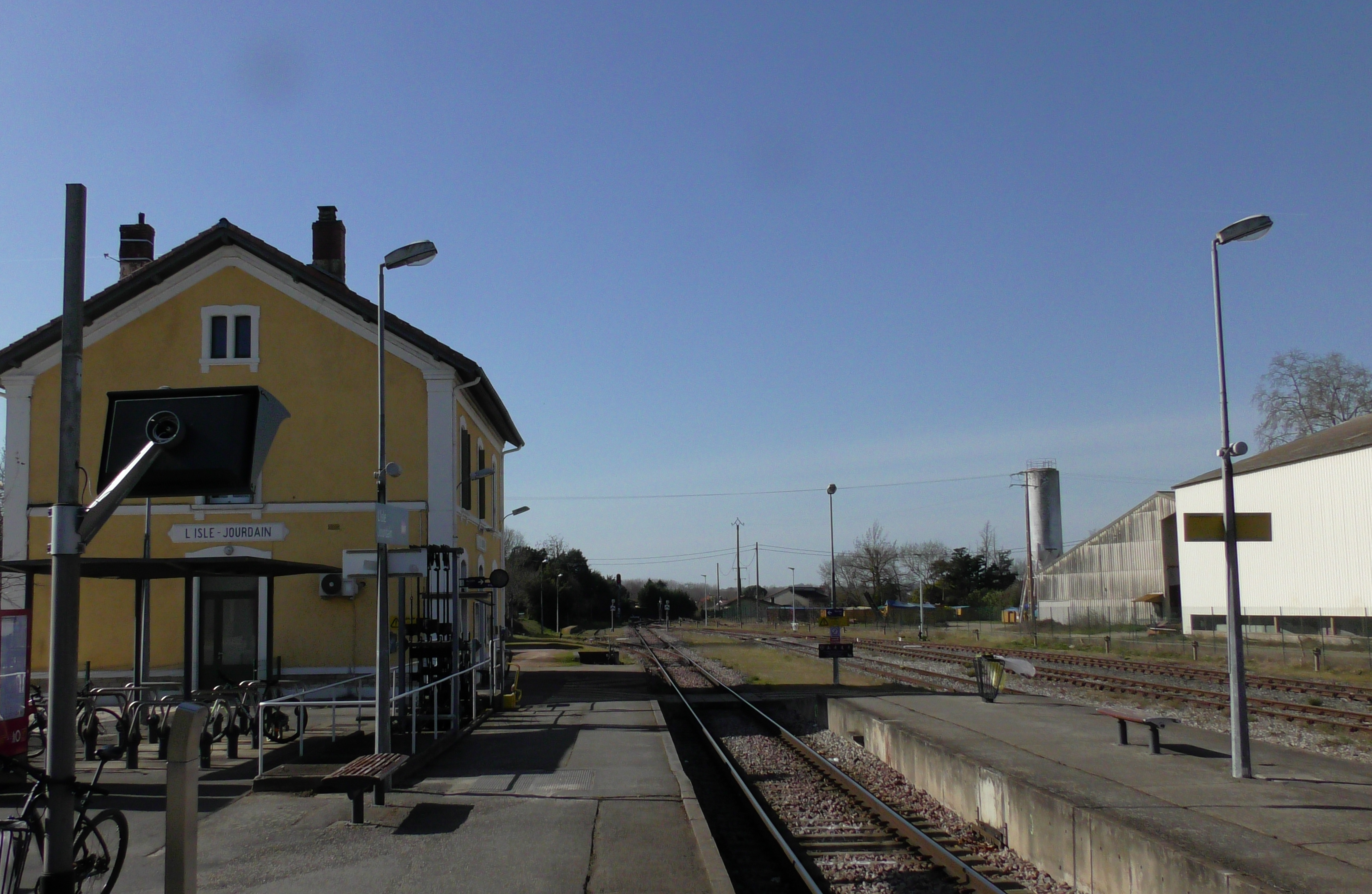
Les quais et le bâtiment voyageurs.